# 長胸擬珠目魚
長胸擬珠目魚（学名：Scopelarchoides signifer）為輻鰭魚綱仙女魚目帆蜥魚亞目珠目魚科的一種，分布於印度洋及太平洋熱帶海域，屬深海魚類，深度300-500公尺，體長可達10公分，棲息在中層水域，生活習性不明。